# Diplodia taxi
Diplodia taxi är en svampart som först beskrevs av James Sowerby, och fick sitt nu gällande namn av De Not. 1842. Diplodia taxi ingår i släktet Diplodia och familjen Botryosphaeriaceae.   Inga underarter finns listade i Catalogue of Life.